# Storabborrtjärnen (Hotagens socken, Jämtland)
Storabborrtjärnen är en sjö i Krokoms kommun i Jämtland och ingår i Indalsälvens huvudavrinningsområde.